# The Melody and the Energetic Nature of Volume
The Melody and the Energetic Nature of Volume es el álbum debut de la banda de Rock Canadiense Evans Blue, fue lanzado al Mercado el 21 de febrero de 2006. De esta producción se lanzaron dos sencillos "Cold (But I'm Still Here)" and "Over." Ha vendido más de 300 000 copias y en algún momento estuvo en el puesto #1 en Billboard.
El álbum refleja los difícil que es mantener una relación y los devastador que es un romper con alguien a quien amas. El tema "Possession" es un cover de Sarah Mclachlan del álbum Fumbling Towards Ecstasy.
Una versión acústica y en vivo de este álbum, titulado Unplugged Melody, fue incluido con la compra del segundo disco de la banda THE PURSUIT BEGINS WHEN THIS portrayal OF LIFE ENDS.

## Canciones
1. "A Cross and a Girl Named Blessed" 3:51
2. "Stop And Say You Love Me" 3:02
3. "Cold (But I'm Still Here)" 3:53
4. "Eclipsed" 4:22
5. "Beg" (featuring Tara MacLean) 3:47
6. "Over" 3:36
7. "Possession" (featuring Tara MacLean) 3:32
8. "Dark That Follows" 5:28
9. "The Promise and the Threat" 4:32
10. "Quote" 5:03
11. "The Tease" 3:59
12. "Black Hole" (Bonus track) 3:31

- Tara MacLean appears courtesy of Nettwerk Productions.

- Datos: Q7750941